# Laura Flesselová-Colovicová
Laura Flesselová-Colovicová (nepřechýleně Laura Flessel-Colovic, * 6. listopadu 1971 Pointe-à-Pitre) je francouzská šermířka a politička. Je nejúspěšnější francouzskou sportovkyní s pěti olympijskými medailemi.

## Život

### Mládí
Narodila se v Pointe-à-Pitre na Guadeloupu. Nejprve se zajímala o tanec, ale brzy převážil šerm.

### Sportovní kariéra
Od šesti let se začala věnovat šermu, v dospělosti se specializovala na šerm kordem. V roce 1990 opustila Guadeloupe a stala se členkou klubu Racing Club de France.
Jako rodačka z Guadeloupu mohla startovat na panamerických šampionátech a v letech 1991, 1992 a 1994 je vyhrála.
V 18 letech zazářila na Letních olympijských hrách 1996 v Atlantě. Ve finále soutěže jednotlivkyň porazila svou krajanku Valérii Barloisovou a společně vyhrály týmovou soutěž. Bylo to poprvé, co byl kord zařazen na olympijské hry i jako disciplína pro ženy.
V roce 2002 byla Flesselová potrestána zákazem startu na tři měsíce po pozitivním dopingovém testu, v jejím vzorku byla nalezena zakázaná látka niketamid. Vinu sváděla na lékaře, že jí podali přípravek, který je běžně dostupný v francouzských lékárnách.
Hbitým a útočným stylem a zejména schopností bodat své soupeře do nohou si vysloužila přezdívku vosa (francouzsky la guêpe).
Během tří olympijských účastí (1996, 2000 a 2004) vybojovala pět olympijských medailí, což z ní udělalo nejúspěšnější francouzskou ženu v historii olympiád.
Zúčastnila se pak ještě dalších dvou olympiád (2008 a 2012). Byla vlajkonoškou Francie na zahájení Letních olympijských her 2012 v Londýně. To byla její pátá a poslední účast na hrách. Následně v 41 letech ukončila kariéru.
Šestkrát vyhrála mistrovství světa.

### Veřejná a politická kariéra
Zúčastnila se třetí řady francouzské verze soutěže Danse avec les stars, obdoby české StarDance. Při Letních olympijských hrách 2016 v Riu komentovala pro televizi Canal+, a to jak šermířské soutěže, tak slavnostní zahájení a zakončení.
Založila společnost Flessel & Co. a také spolek Ti'Colibri, který se stará o podporu šermířských klubů na francouzské periferii.
V roce 2012 byla předsedkyní výboru pro uspořádání Gay Games v Paříži. V roce 2013 byla jmenována členkou Národní rady pro sport.
Je členkou organizačního výboru kandidatury Paříže na uspořádání Letních olympijských her 2024.
V květnu 2017 podpořila s dalšími sportovci před druhým kolem prezidentských voleb Emmanuela Macrona proti Marine Le Penové. 17. května 2017 byla jmenována ministryní sportu ve vládě Édouarda Philippa. Funkci zastávala až do 4. září 2018, kdy rezignovala.

### Osobní život
Od roku 1996 je vdaná za novináře Denise Colovika, spolu mají dceru Lelou (*2001).

## Ocenění
Za svou sportovní dráhu byla oceněna vysokými státními vyznamenáními:
- rytíř Řádu čestné legie (1996)
- důstojník Národního řádu za zásluhy (2000)
- komandér Národního řádu za zásluhy (2004)